# Clitumninae
 Clitumninae  — підродина комах родини Phasmatidae ряду Примарові (Phasmatodea).

## Триби
- Clitumnini
- Medaurini
- Pharnaciini